# Hideko Maehata
Hideko Maehata (n. 20 mai 1914, Hashimoto, Prefectura Wakayama, Japonia – d. 24 februarie 1995) a fost o înotătoare japoneză, medaliată olimpică. A participat la 2 ediții ale Jocurilor Olimpice (1932, 1936) în care a câștigat o medalie de aur și o medalie de argint.